# Hünfelden
Hünfelden è un comune tedesco di 9 790 abitanti situato nel land dell'Assia.